# Nhà thờ dòng Thánh Phanxicô ở Bratislava
Nhà thờ dòng Thánh Phanxicô (tiếng Slovak: Františkánsky kostol hoặc Kostol Zvestovania Pána) là một công trình tôn giáo lâu đời nhất tại Phố cổ Bratislava, thủ đô Slovakia. Nhà thờ này được tôn phong hiển thánh vào năm 1297 dưới sự chứng giám của vua Andrew III của Hungary. Trong quá khứ, nhà thờ từng là nơi tổ chức các buổi hội họp của người dân trong vùng hoặc của tầng lớp quý tộc Hungary. Năm 1526, quốc vương Ferdinand I của Thánh chế La Mã đã được tôn phong làm vua của Hungary cũng chính tại nơi này. Ngoài ra, nhà thờ dòng Thánh Phanxicô còn là nơi các vị vua Hungary phong tước Hiệp sĩ cho những người được chọn.
Nhà thờ từng bị hư hại nhiều lần do hỏa hoạn và động đất, chỉ một phần di tích của nhà thờ là được bảo tồn đến ngày nay. Trong đó có khu vực chancel (bao gồm không gian bao quanh bàn thờ chính, ca đoàn và cung thánh) là vẫn còn nguyên vẹn. Bên cạnh nhà thờ chính tòa là nhà nguyện Thánh sử Gioan được xây từ nửa cuối thế kỷ 14. Công trình nhà nguyện này được coi là một trong những điển hình của kiểu kiến trúc Gothic trong thành phố Bratislava.

## Lịch sử
Truyền thuyết kể lại rằng, nhà thờ được xây dựng nhằm kỷ niệm sự kiện vua Hungary Ladislaus IV giành chiến thắng trước vua Ottokar II của Bohemia vào năm 1278.
Nhà thờ được xây ở Bratislava (trong sử sách Bratislava khi xưa còn được gọi là Pressburg hay Poszony) từ năm 1280 đến năm 1297, theo phong cách kiến trúc Gothic. Ngày 24 tháng 3 năm 1279, dưới sự chứng giám của vua Andrew III của Hungary, nhà thờ đã chính thức được tôn phong hiển thánh. Sang đến thế kỷ 17, thiết kế của nhà thờ được đổi sang phong cách kiến trúc Phục Hưng. Sau đó vào thế kỷ 18, nhà thờ đã chuyển sang phong cách Baroque.
Từ thế kỷ 16 đến thế kỷ 19, nhà thờ là nơi tổ chức lễ sắc phong tước Hiệp sĩ, trong khi lễ đăng quang của các vị vua Hungary thì được tổ chức tại nhà thờ Thánh Martin.
Ngay cạnh nhà thờ chính tòa là hai nhà nguyện và một tu viện dòng Thánh Phanxicô được xây từ thế kỷ 14. Trong đó, riêng nhà nguyện Thánh sử Gioan còn chứa cả một hầm mộ của gia đình Jakub. Đây là gia đình của một cố thị trưởng thành phố Bratislava (khi xưa gọi là Pressburg). Nhà nguyện Thánh sử Gioan được thiết kế giống với thánh đường Sainte-Chapelle ở Paris. Trong khi đó, tu viện dòng Thánh Phanxicô lại là nơi tổ chức các buổi hội họp, bầu cử thị trưởng thành phố và là nơi diễn ra các phiên họp của Nghị viện trong khu vực, do tu viện có một không gian rộng rãi.

## Bên trong nhà thờ
Bàn thờ chính ở khu vực điện thờ là nơi được trang hoàng lộng lẫy nhất. Hai bên bàn thờ là hai bức tượng của Thánh Stephan và Thánh Emeric. Bàn thờ được xây bằng gạch và có niên đại từ năm 1720 đến năm 1730. Phía trên bàn thờ chính là một bức tranh kính màu có từ khoảng cuối thế kỷ 19, minh họa khung cảnh thiên sứ truyền tin cho Đức Mẹ.
Ngoài ra, còn có hai bàn thờ phía bên thờ phượng Thánh Phanxicô thành Assisi và Thánh Antôn thành Padova. Cả hai đều có niên đại từ năm 1720 đến năm 1730. Ở phía gian ngoài là bàn thờ của Chúa Giáng sinh và Đức Mẹ sầu bi. Đối diện với vị trí đứng của dàn hợp xướng là bàn thờ của Thánh Anna và Thánh Barbara (cả hai bàn thờ này đều có niên đại từ năm 1750).
Bục giảng trong nhà thờ được thiết kế theo phong cách Rococo có niên đại từ năm 1756. Trên bục giảng có những bức phù điêu được chạm nổi miêu tả Thánh Phanxicô khi nhận dấu Chúa, và khi Thánh trò chuyện với chim trời cùng hình ảnh của Thánh Môi-se giáo huấn người Do Thái.
Phía dưới phần tầng lửng của nhà thờ (rood loft) cùng với cây đại phong cầm là một hệ thống cột Tuscan được xây dựng vào năm 1670.

## Thánh tích của Thánh Reparat
Tại nhà thờ có một thánh tích quý hiếm đó là thi hài của Thánh Reparat, Người từng là một phó tế và là một người tử vì đạo đến từ thế kỷ 4. Hiện tại, thi hài của Thánh Reparat vẫn nằm trong rương đựng thánh tích của nhà thờ.
Thánh Reparat (tiếng Slovak: Reparát) từng là một phó tế của thành Nola, hiện giờ là nước Ý. Người qua đời vào năm 353, trước khi lâm chung còn bị cắt lưỡi và chặt tay phải. Thi hài của Người được chôn cất tại nghĩa trang Saint Lawrence ở thành Rome. Cho đến năm 1769, hài cốt của Người được khai quật theo chỉ thị của Eugen Kósa và được chuyển đến thủ đô Bratislava. Ngày nay, Thánh Reparat đóng vai trò là một vị thánh bảo hộ cho những người muốn cầu xin một cuộc sống tốt đẹp hơn.

## Nhà nguyện Thánh sử Gioan
Nhà nguyện Thánh sử Gioan cùng với một hầm mộ trong nhà thờ được xây dựng theo phong cách Gothic vào nửa cuối thế kỷ 14. Trong nhà nguyện có tượng của các thánh: Thánh Phanxicô thành Assisi và Thánh Antôn thành Padova, Thánh Louis, Thánh Clare thành Assisi và Thánh Elisabeth Hung Gia Lợi. Nhà nguyện Thánh sử Gioan được xem là một trong những công trình kiến trúc theo phong cách Gothic tiêu biểu nhất tại Slovakia. Nhà nguyện của Thánh đã được trùng tu vào năm 1831.

## Bộ sưu tập

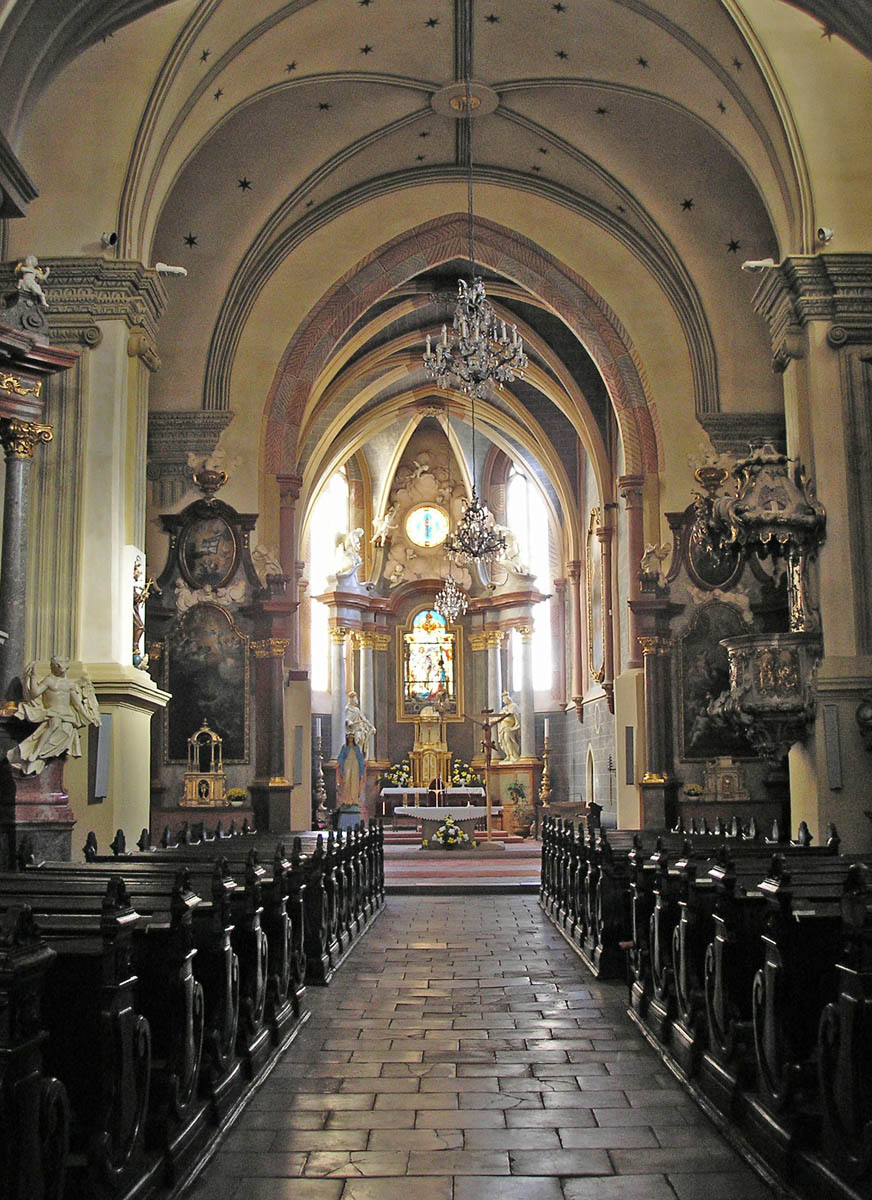
Phía trong nhà thờ
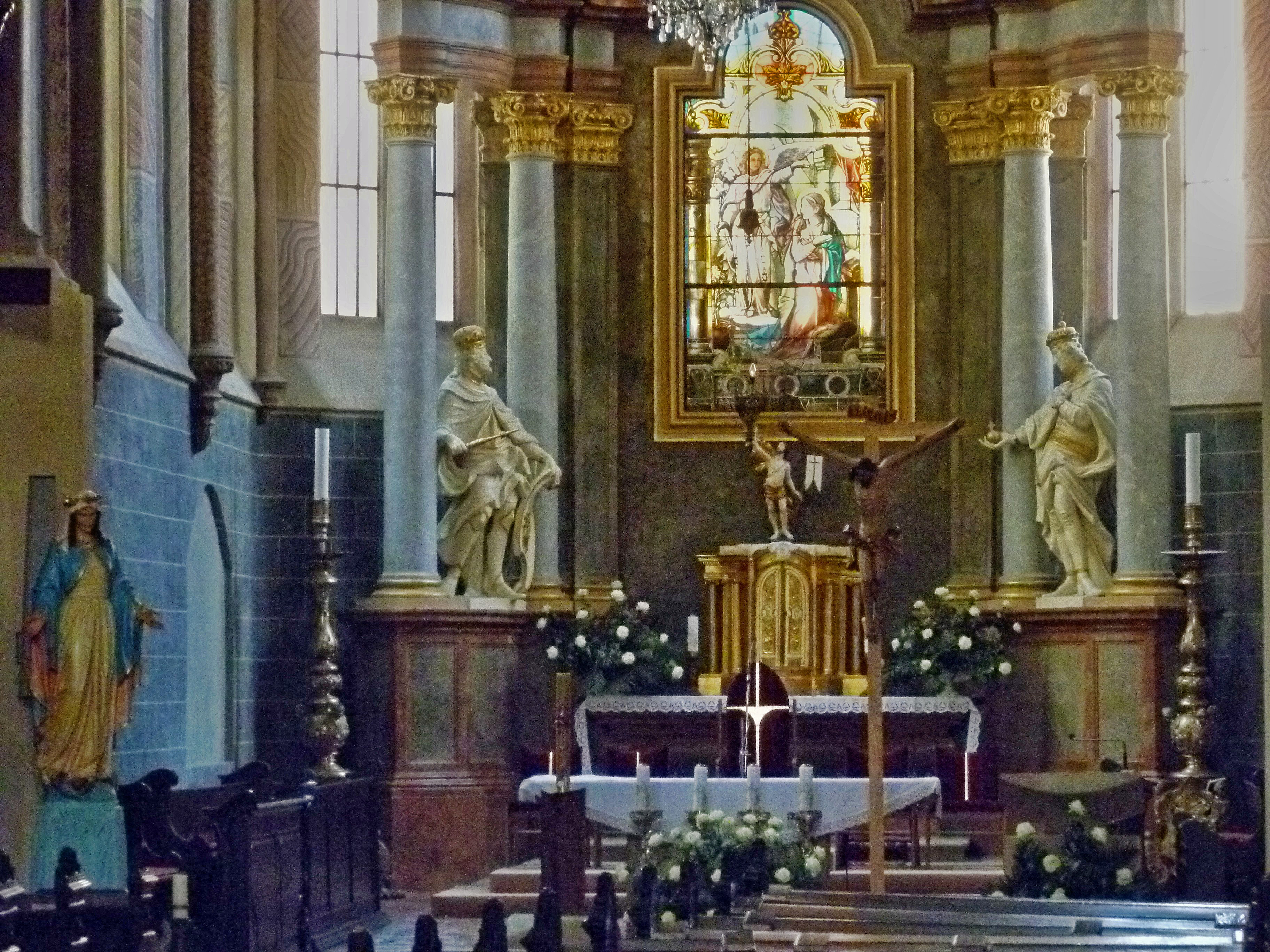
Bàn thờ chính
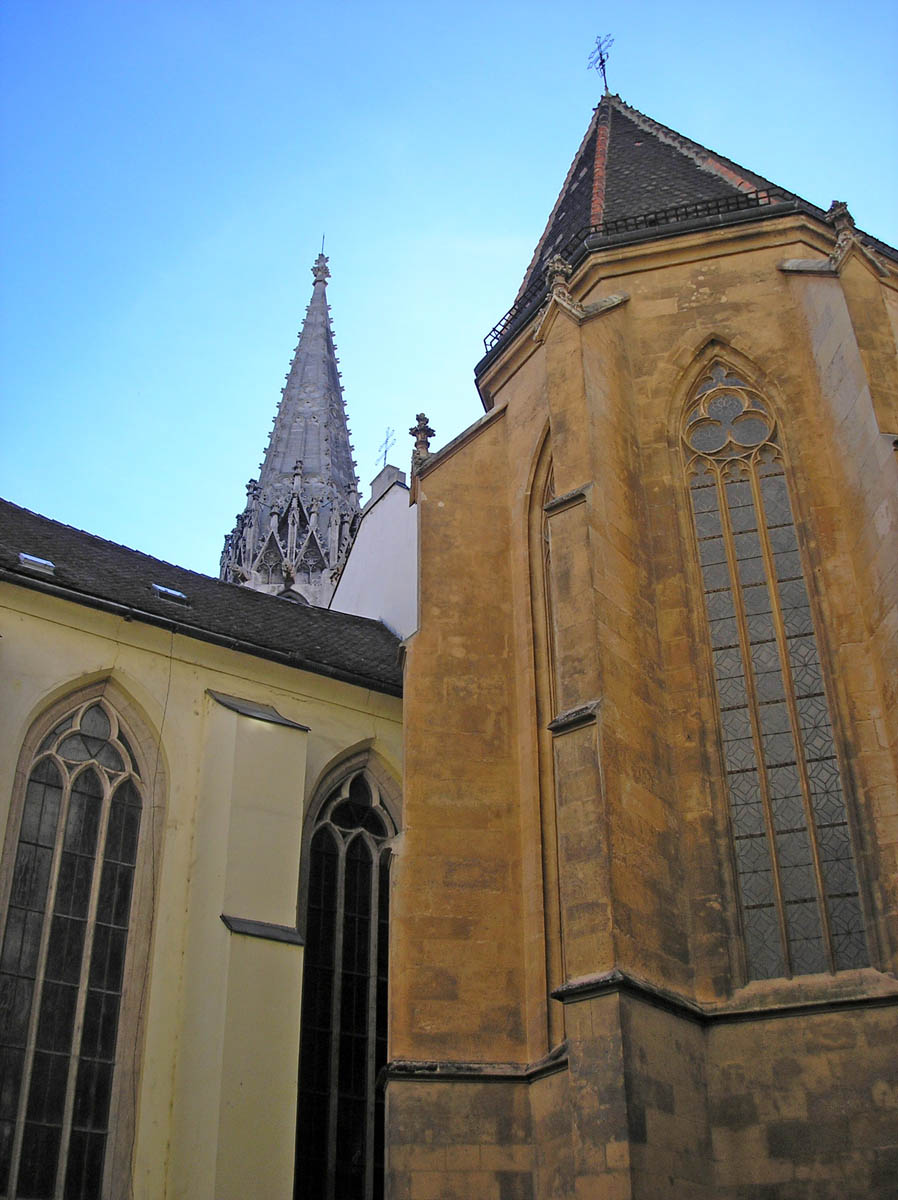
Nhà nguyện Thánh sử Gioan
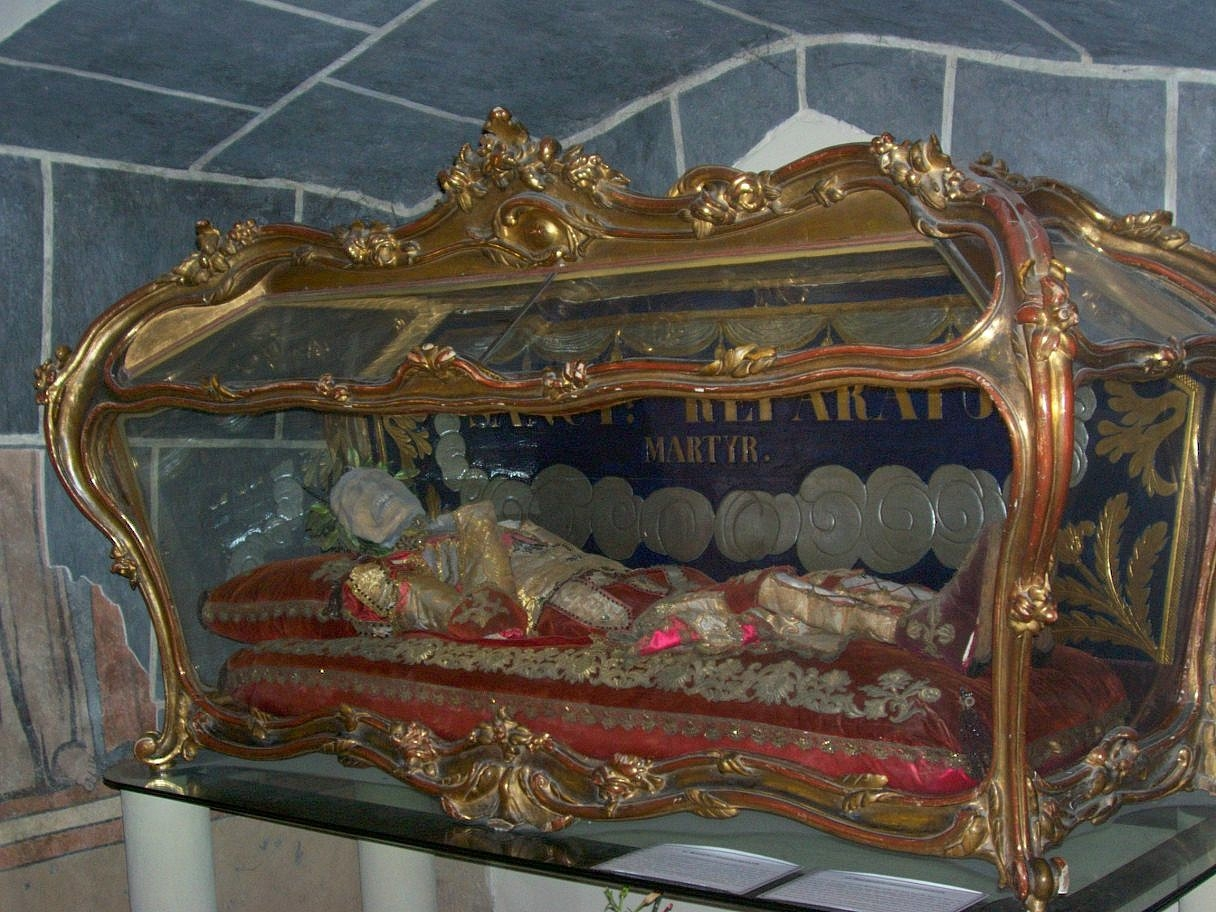
Thánh tích của Thánh Reparat
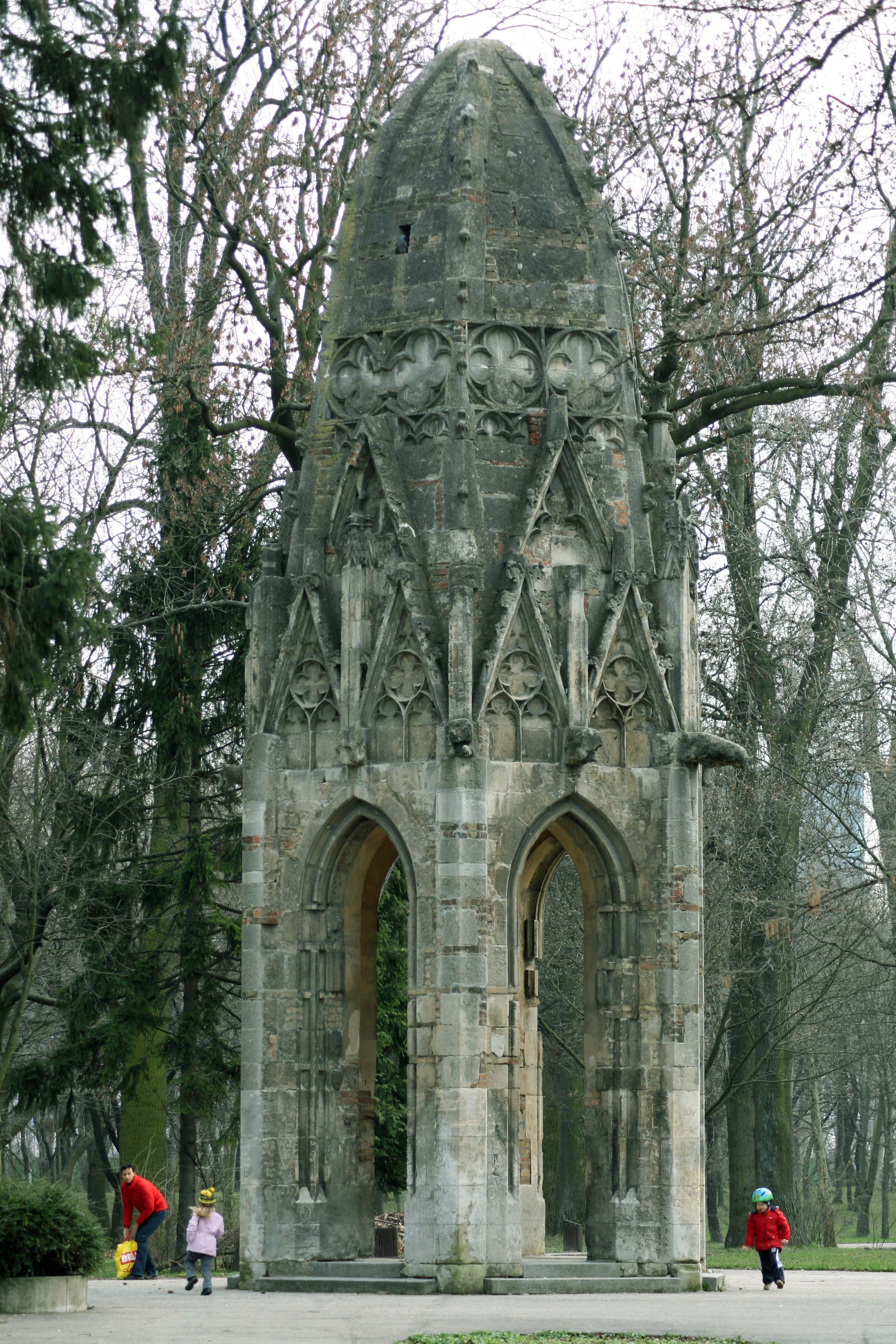
Tháp nhà thờ, được chuyển đến công viên Janko Kráľ vào năm 1880.